# Tunika

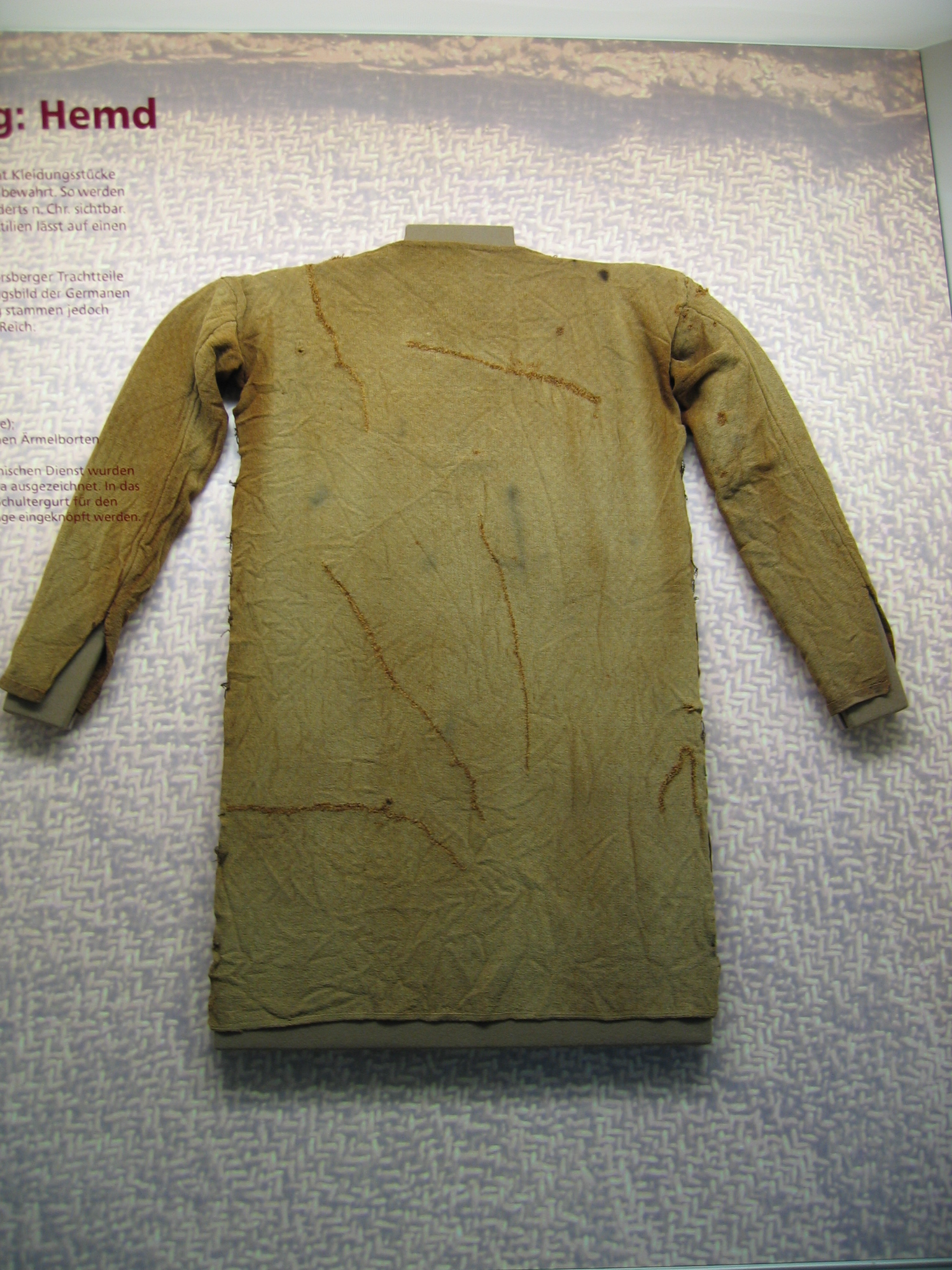
Germánská tunika (Thorsberg, 4. století)

Tunika (z lat. tunica) byla starověká římská košile, často s krátkými rukávy. Nosili ji muži i ženy, doma i při práci, svobodní lidé přes ni na veřejnosti nosili tógu. Ve středověku se tunika nosila jako svrchní oděv.

## Popis
Tunika byly původně dva obdélné kusy látky, obvykle lněné nebo vlněné, na ramenou sepnuté sponami. Velmi brzy se však oba kusy na ramenou i po stranách sešívaly a často měla tunika i kratší nebo delší rukávy. Tunika sedláků, řemeslníků a vojáků sahala nad kolena, tuniky žen a svobodných občanů po kotníky, a v každém případě se v pase převazovaly provazem nebo opaskem. Bohatší lidé nosili tuniky barevné, případně i různě ozdobené – například římští senátoři měli vpředu na tunice svislý purpurový pruh. Zejména v chladnějších krajích se nosila tunika s dlouhými rukávy, římští legionáři někdy nosili přes spodní lněnou tuniku ještě svrchní vlněnou.

## Církevní oděv
Jako tunika bývá označován dlouhý oděv používaný v katolické církvi, přes který se obléká svrchní řádový oděv, další součásti liturgického oblečení ap. Tunica alba (bílá tunika) je základní spodní oděv kněze, dlouhá bílá košile. Dalmatika má podobu kratší tuniky a bývá zdobená.

## Historie
Tunika se podobala řeckému chitónu a pocházela snad z Indie. Ve středověku se tuniky staly svrchním oděvem, bývaly vlněné nebo lněné, často pestře barevné a vyšívané. Bohatí lidé mívali i hedvábné tuniky.

## Tunika v současnosti
V současnosti se tuniky nacházejí v dámských šatnících a představují rozvolněné halenky různých střihů a barev z různých materiálů. Prodloužená délka pod zadek nebo až po kolena opticky prodlužuje postavu a zakrývá její nedostatky. V současnosti se tuniky vyrábějí s dlouhými, tříčtvrtečními nebo krátkými rukávy. V obchodech lze najít i tuniky bez rukávů.